# Coalingita
La coalingita és un mineral de la classe dels carbonats, que pertany al supergrup de la hidrotalcita. Rep el seu nom per la localitat de Coalinga, propera al seu lloc de descobriment.

## Característiques
La coalingita és un carbonat de fórmula química Mg10Fe3+
2CO₃(OH)24·2H₂O. Va ser aprovada com a espècie vàlida per l'Associació Mineralògica Internacional l'any 1965. Cristal·litza en el sistema trigonal. La seva duresa a l'escala de Mohs es troba entre 1 i 2, sent un mineral molt tou.
Segons la classificació de Nickel-Strunz, la coalingita pertany a «05.DA: Carbonats amb anions addicionals, amb H₂O, amb cations de mida mitjana» juntament amb els següents minerals: dypingita, hidromagnesita, giorgiosita, widgiemoolthalita, artinita, indigirita, clorartinita, otwayita, zaratita, kambaldaïta, cal·laghanita, claraïta, hidroscarbroïta, scarbroïta, caresita, quintinita, charmarita, stichtita-2H, brugnatel·lita, clormagaluminita, hidrotalcita-2H, piroaurita-2H, zaccagnaïta, comblainita, desautelsita, hidrotalcita, piroaurita, reevesita, stichtita i takovita.

## Formació i jaciments
Va ser descoberta als dipòsits d'asbests i serpentinita de Nova Idria, al comtat de Fresno, Califòrnia (Estats Units). També ha estat descrita a altres indrets dels Estats Units, a Rússia, a Romania, al Japó, a Itàlia, a la República Txeca, al Canadà, a Àustria i a Austràlia.